# Brachychloa
Brachychloa är ett släkte av gräs. Brachychloa ingår i familjen gräs.
Kladogram enligt Catalogue of Life:
| Brachychloa | \| \| Brachychloa fragilis \| \| \| \| \| \| Brachychloa schiemanniana \| \| \| \| |
|             | \| \| Brachychloa fragilis \| \| \| \| \| \| Brachychloa schiemanniana \| \| \| \| |
|             | Brachychloa fragilis                                                               |
|             |                                                                                    |
|             | Brachychloa schiemanniana                                                          |
|             |                                                                                    |